# Domaine d'Owari

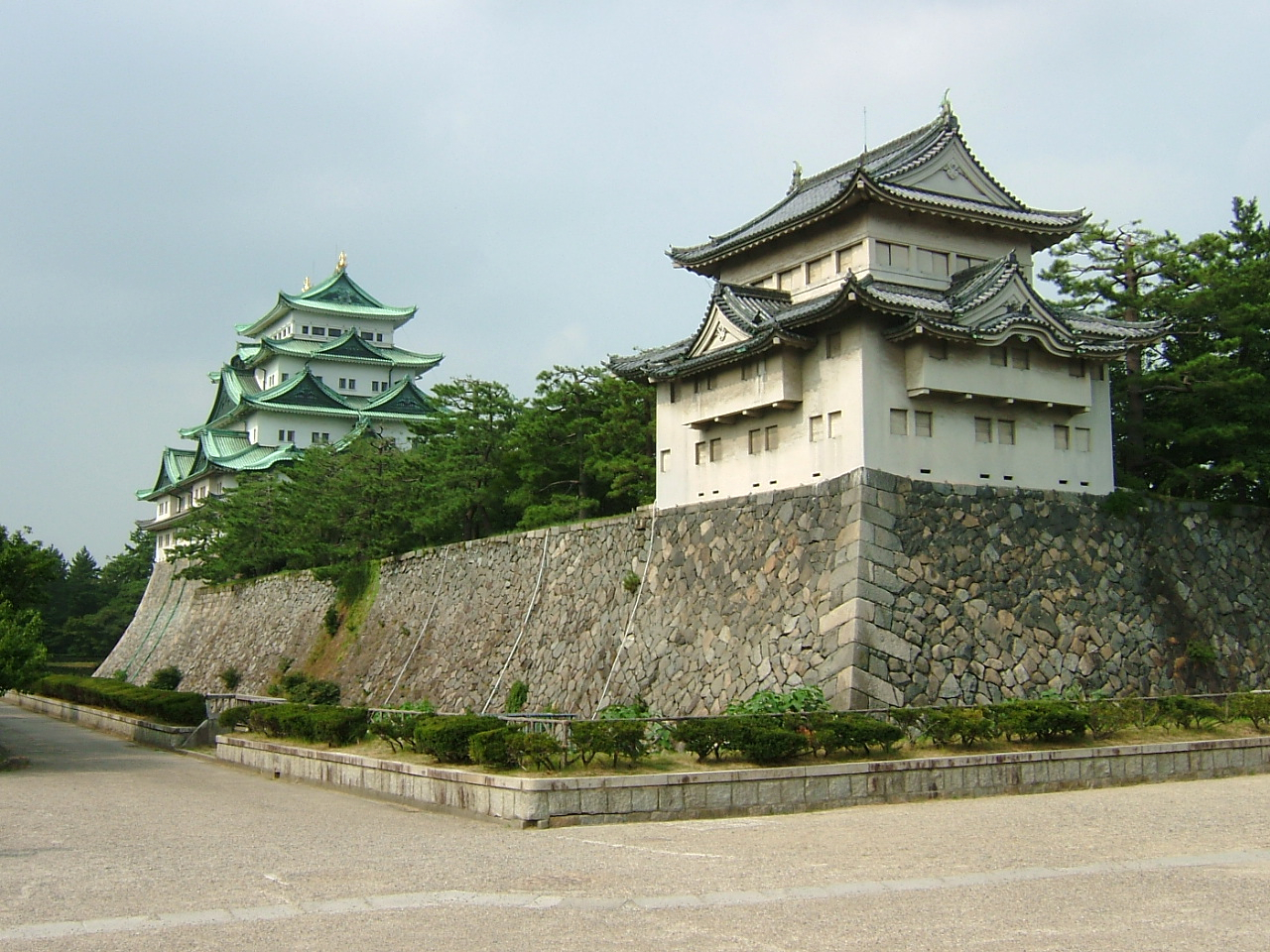
Château de Nagoya.

Le domaine d'Owari (尾張藩, Owari-han) était un domaine japonais de l'époque d'Edo. Situé dans ce qui est aujourd'hui la partie ouest de la préfecture d'Aichi, il englobait des parties des provinces d'Owari, de Mino, et de Shinano. Sa capitale se trouvait au château de Nagoya.
À son apogée, il était évalué à 619 000 koku et était la plus grande possession du clan Tokugawa, hormis les terres du shogunat.
Le daimyo d'Owari venait de la branche Owari, la première des trois branches du clan principal (gosanke). Le domaine était également appelé « domaine de Nagoya » (名古屋藩, Nagoya-han).

## Histoire
Jusqu'à la fin de la bataille de Sekigahara en septembre 1600, la zone qui constitue le domaine d'Owari était sous le contrôle de Fukushima Masanori à la tête du château de Kiyosu voisin. Après la bataille cependant, Masanori fut transféré au domaine d'Hiroshima dans la province d'Aki.

## Liste des daimyos
| Ordre | Nom                 | Années de règne | Parenté                                                             |
| ----- | ------------------- | --------------- | ------------------------------------------------------------------- |
| 1     | Tokugawa Yoshinao   | 1607-1650       | Neuvième fils de Ieyasu Tokugawa                                    |
| 2     | Tokugawa Mitsutomo  | 1650-1693       | Fils ainé de Yoshinao                                               |
| 3     | Tokugawa Tsunanari  | 1693-1699       | Fils ainé de Mitsutomo                                              |
| 4     | Tokugawa Yoshimichi | 1699-1713       | Neuvième fils de Tsunanari                                          |
| 5     | Tokugawa Gorōta     | 1713            | Fils ainé de Yoshimichi                                             |
| 6     | Tokugawa Tsugutomo  | 1713-1730       | Oncle de Gorōta, onzième fils (adopté) de Tsunanari                 |
| 7     | Tokugawa Muneharu   | 1730-1739       | Fils cadet de Tsugutomo, dix-neuvième fils (adopté) de Tsunanari    |
| 8     | Tokugawa Munekatsu  | 1739-1761       | Petit-fils de Mitsutomo (adopté)                                    |
| 9     | Tokugawa Munechika  | 1761-1799       | Deuxième fils de Munekatsu                                          |
| 10    | Tokugawa Naritomo   | 1799-1827       | Neveu de Ienari Tokugawa (adopté)                                   |
| 11    | Tokugawa Nariharu   | 1827-1839       | Cousin de Naritomo, dix-neuvième fils de Ienari (adopté)            |
| 12    | Tokugawa Naritaka   | 1839-1845       | Frère ainé de Nariharu, douzième fils de Ienari (adopté)            |
| 13    | Tokugawa Yoshitsugu | 1845-1849       | Septième fils de Narimasa Tokugawa (adopté)                         |
| 14    | Tokugawa Yoshikumi  | 1849-1858       | Deuxième fils de Matsudaira Yoshitatsu, maître du domaine de Takasu |
| 15    | Tokugawa Mochinaga  | 1858-1863       | Frère cadet de Yoshikumi                                            |
| 16    | Tokugawa Yoshinori  | 1863-1869       | Oncle de Mochinaga                                                  |
| 17    | Tokugawa Yoshikatsu | 1869            | Nouveau nom de Yoshikumi                                            |